# HP-34C

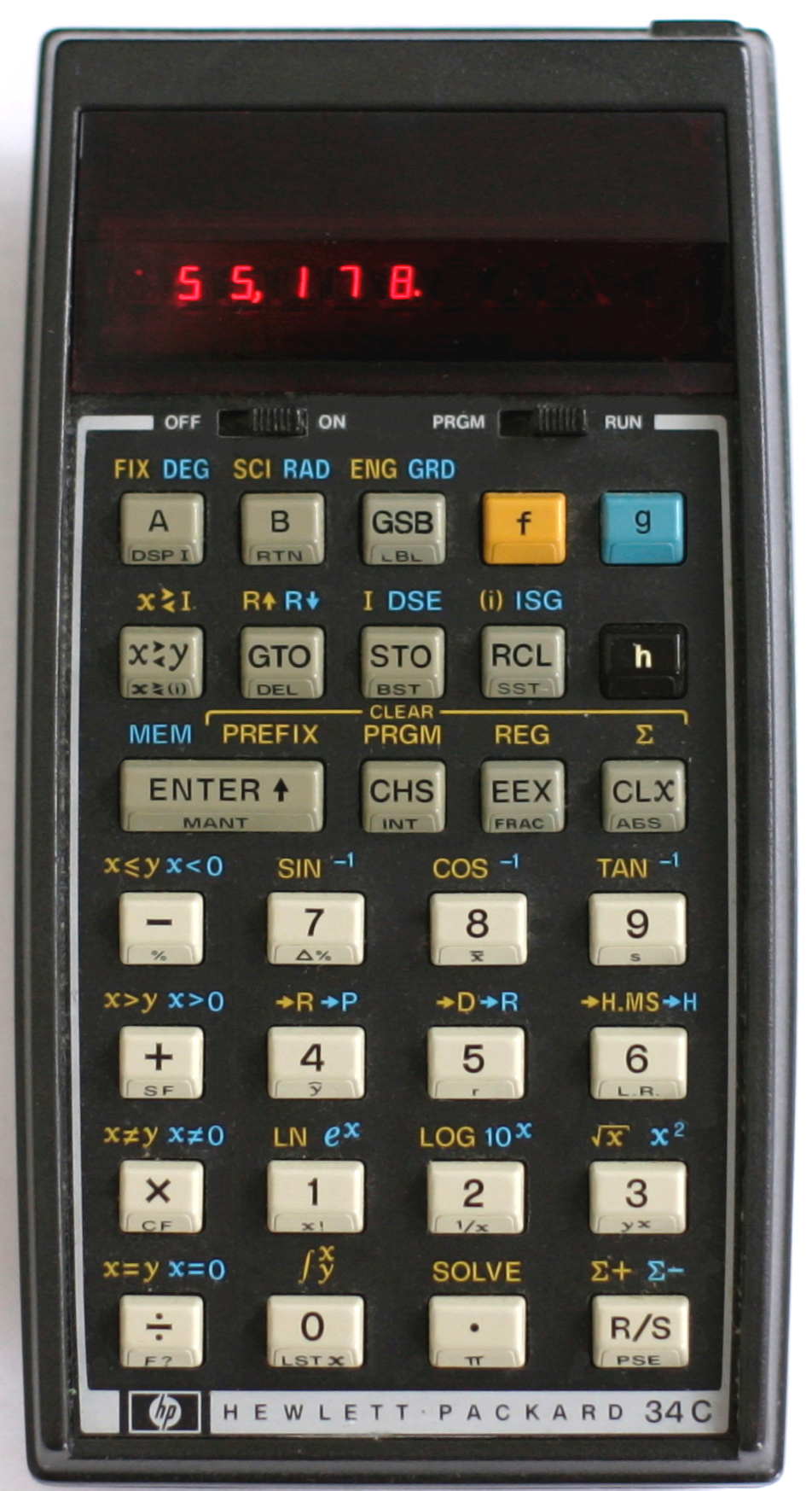
Ein Rechner des Typs HP-34C

Der HP-34C war das Spitzenmodell der so genannten „Dreißiger“-Modellreihe der Taschenrechner von Hewlett-Packard. Er wurde von 1979 bis 1983 hergestellt und verfügte neben einer umfassenden Ausstattung mit mathematischen und naturwissenschaftlichen Funktionen als erster Taschenrechner überhaupt über eine numerische Nullstellensuche und eine numerische Integration. Das Anwendungshandbuch des HP-34 enthielt ausführliche Erläuterungen der komplexen Funktionen sowie diverse Programmbeispiele und umfasste auch zwei Spiele.

## Funktionen
Die Nullstellensuche löste Probleme der Art {\displaystyle f(x)=0}. Die zu lösende Funktion wurde – ggf. nach entsprechenden Umformungen – als Unterprogramm definiert und musste den Funktionswert im Anzeigeregister (X-Register) zurücklassen. Der Aufruf erfolgte durch die Eingabe zweier Startwerte und der Funktion SOLVE (f .), gefolgt vom Label des Unterprogrammes. Weitere Lösungen ließen sich ggf. durch neue Startwerte finden. Der Algorithmus war robust programmiert, das Handbuch informierte umfassend über den mathematischen Hintergrund und mögliche Probleme bei „exotischen“ Funktionen.
Die noch aufwändigere Integration arbeitete ähnlich. Hierbei ließ sich durch die Wahl des Anzeigeformats eine Genauigkeit vorgeben; der wiederum sehr robuste Algorithmus lieferte auch einen – fast immer sehr konservativen – Schätzwert für den Fehler des Integrals. Der Handbuchabschnitt für diese komplexe Funktion war mit 32 Seiten noch ausführlicher als der der Nullstellensuche. Diese Berechnung konnte ohne weiteres mehrere Minuten dauern.
Der Speicher war wesentlich erweitert worden und bestand aus 7168 (7 Ki) Worten von je 10 bit ROM sowie einem RAM von 64 Registern zu je 7 Byte. Für den Benutzer nutzbar waren beim ersten Einschalten 70 Programmzeilen und 21 Datenregister (entsprechend 31 Registern), davon ein Indexregister I, das eine indizierte Adressierung erlaubte. Für längere Programme wurden Datenregister automatisch in je 7 Programmzeilen umgewandelt, sodass im Maximalfall 210 Programmzeilen möglich waren. Das Indexregister I blieb dann als einziges Datenregister übrig; die restlichen Register dienten den internen Funktionen und waren für den Benutzer nicht zugänglich. Alle Speicherinhalte wurden beim Ausschalten und Batteriewechsel erhalten. Die Programmierung umfasst bedingte Verzweigungen, Unterprogramme mit bis zu 6 Ebenen, erweiterte Vergleiche (8 verschiedene möglich) und Stackmanipulation, Flags und zwei als Kurzformlabels nutzbare Tasten „A“ und „B“ (d. h. die Programme mit LBL A und LBL B lassen sich mit nur einem Tastendruck ausführen). Bei diesem Modell waren die Tasten vierfach belegt, mit auf der geneigten Vorderseite aufgedruckter Viertfunktion, wie dies auch schon beim HP-67 der Fall gewesen war, man kehrte aber zum Aufdruck der Zweit-/Drittfunktion hinter den Tasten zurück.
Die Programmzeilen nahmen jeweils einen kompletten Befehl auf, der aus bis zu drei Tastenbetätigungen bestehen konnte („fully merged keystrokes“). Intern belegte jeder solche Befehl ein Byte. Da damit nur 256 verschiedene Codes möglich sind, waren einige Befehle wie folgt beschränkt:
- SOLVE und INTEGRATE lassen sich nur mit den Labels 0-3, A oder B programmieren;
- Speicherarithmetik ist nur mit den Speichern 0-9 und (i) möglich, nicht mit I oder den Speichern ab 10;
- es stehen lediglich 12 Labels (0-9, A und B) zur Verfügung;
- es gibt nur vier Flags, 0-3.

## Vergleich
Der HP-34C stand in seiner Zeit in Konkurrenz zu den Modellen TI-58(C) und TI-59, die deutlich billiger waren und auch schneller rechneten, aber nicht die Qualität des HP erreichten. Dies trifft auf die mechanische Fertigung (insbesondere die Tasten), aber auch auf die numerische Robustheit zu. In dieser Zeit wurde die Frage, ob UPN oder AOS die bessere Eingabelogik sei, intensiv diskutiert.
Intern musste sich der HP-34C gegen den HP-41C und dessen professionellen Anspruch behaupten, der neben der Gebrauchsfähigkeit (wesentlich längere Laufzeiten durch stromsparende LCD statt LED-Anzeige) sich insbesondere in der Flexibilität der Programmierung, Alphanumerik und der Erweiterbarkeit zeigte, und nur durch den nochmals höheren Preis ausgeglichen wurde. Auch der zur Vorläufergeneration gehörende, aber teils leistungsfähigere HP-67 wurde noch parallel zum HP-34C verkauft, ebenfalls zu einem deutlich höheren Preis. Insgesamt konnte der HP-34C seine Position bis zum Erscheinen des HP-15C gut behaupten.